# Auvergne (frégate)
Pour les articles homonymes, voir Auvergne (homonymie).
L’Auvergne (numéro de coque D654) est la quatrième frégate anti-sous-marine du programme FREMM lancé par la France et l'Italie. Sa construction a débuté en août 2012 aux chantiers DCNS de Lorient. La frégate a été mise à l'eau le 2 septembre 2015.
Sa livraison à la Marine nationale se fait le 11 avril 2017. La frégate est parrainée par la ville de Montluçon.

## Caractéristiques

### Navires jumeaux
- Aquitaine
- Provence
- Languedoc
- Normandie
- Bretagne

### Navigation
La frégate Auvergne est équipée de deux centrales inertielles de navigation SIGMA 40 créées par Sagem.

### Armement
• 1 tourelle de 76 mm, 2 canons de 20 mm téléopérés, 2 mitrailleuses de 12,7 mm.
• 8 missiles antinavires MM-40-EXOCET, système surface-air antimissiles à base de missiles Aster 15, missiles de croisière naval (MdCN) 
• Plateforme et hangar pour hélicoptère et drone aérien

## Carrière opérationnelle
La frégate Auvergne effectue son premier déploiement opérationnel fin août 2017 en se rendant dans l'océan Indien pour une période de quatre mois, afin de tester l'ensemble de ses capacités militaires dans le cadre de la Force opérationnelle combinée 150 (CTF-150), avant son admission au service actif,.
Le 14 avril 2018, avec les forces des États-Unis et du Royaume-Uni la frégate et d'autres bâtiments de la marine nationale participent aux bombardements de Barzeh et de Him Shinshar en Syrie  en représailles à l'utilisation présumée d'armes chimiques par le gouvernement syrien. La frégate Aquitaine n'ayant pu tirer ses missiles MdCN dans le temps imparti et l'Auvergne non plus, c'est finalement la frégate Languedoc qui effectue son baptême du feu.
En mars 2019, elle se joint – avec le bâtiment de commandement et de ravitaillement Var – au Standing NATO Maritime Group 2 pour participer durant deux semaines à une série de neuf exercices de lutte anti-sous-marine dans le cadre de l'entrainement annuel Dynamic Manta.
Elle est déployée en mer Noire en décembre 2021. Après une "relâche opérationnelle" à Odessa, elle s'entraine en décembre avec la Marine ukrainienne (plus précisément avec le navire d'assaut amphibie Yuri Olefirenko) puis avec la frégate Drazki de la Marine bulgare et enfin avec la  frégate turque Yildirim.
En décembre 2022  elle quitte Toulon son ancien port d'attache pour rejoindre Brest et la Façade Atlantique et participer ainsi avec les autres FREMM à la protection de la dissuasion nucléaire française. En début d'année 2023, elle fait un arrêt technique afin de faire un lifting (retrait des marquages), et entretenir le bâtiment après les 4 ans passés à Toulon.
Le 3 mai 2025, le capitaine de vaisseau Antoine Belot est nommé commandant de la fregate multi-mission Auvergne